# Osorius politus
Osorius politus är en skalbaggsart som beskrevs av Leconte 1877. Osorius politus ingår i släktet Osorius och familjen kortvingar. Inga underarter finns listade i Catalogue of Life.